# Tropa

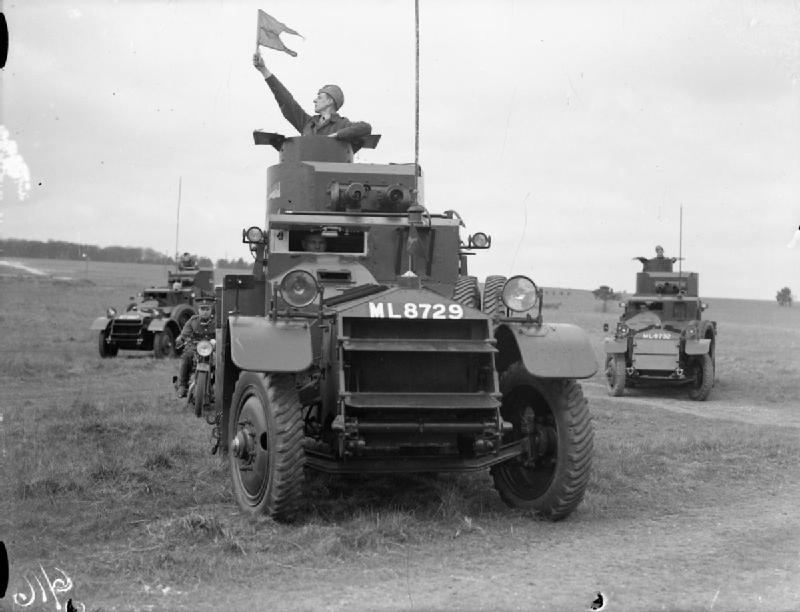
Tropa de reconhecimento blindado do 12º Regimento de Lanceiros do Exército Britânicos, em manobras no final da década de 1930.

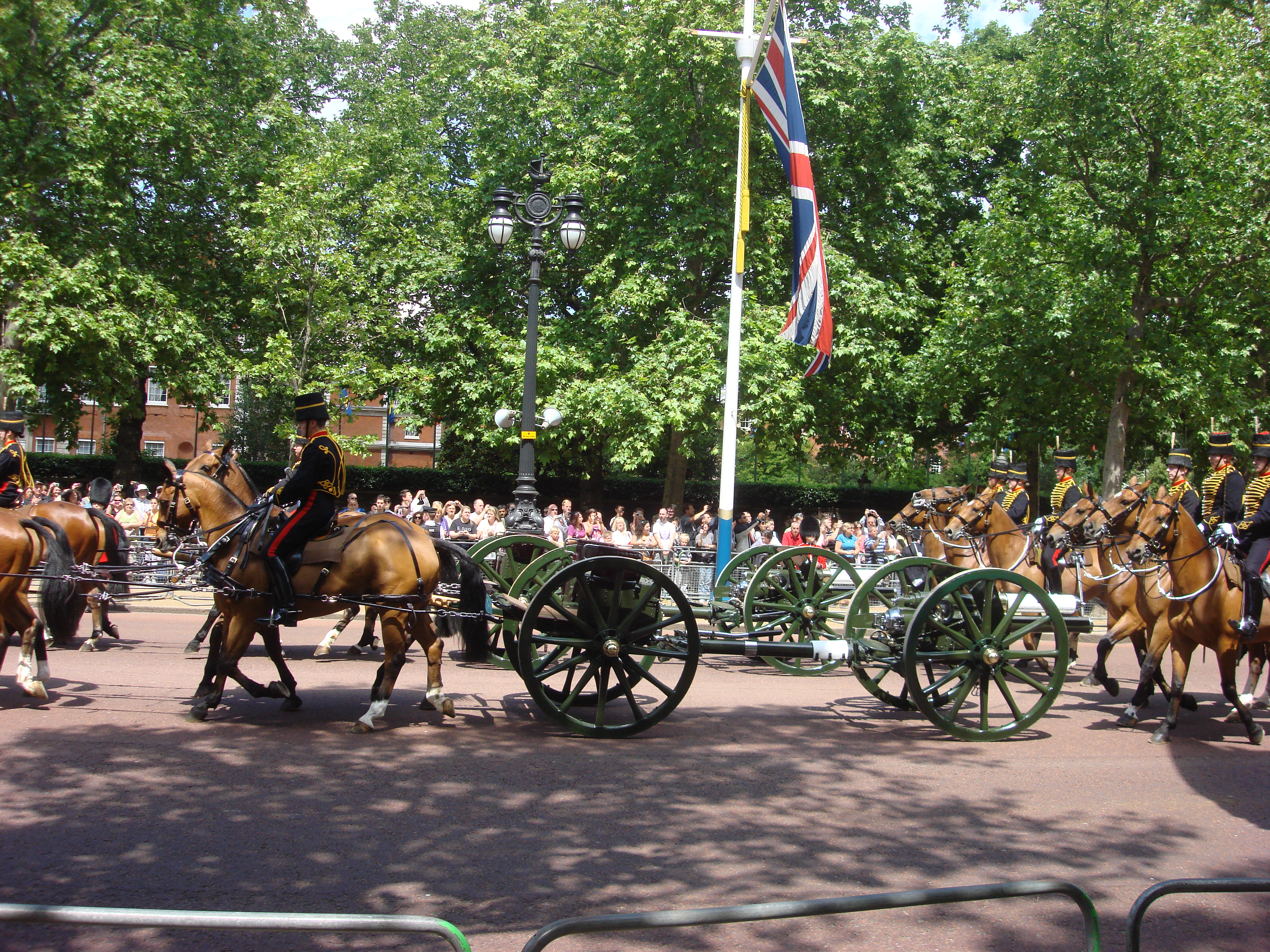
Desfile da Tropa do Rei, da Artilharia Real a Cavalo do Exército Britânico, em 2009.

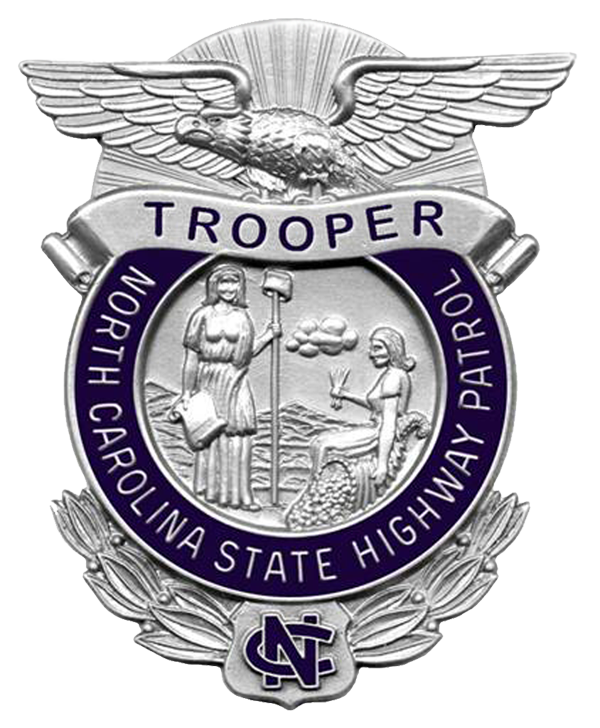
Distintivo de trooper da Polícia Rodoviária da Carolina do Norte.

Tropa é um tipo de unidade militar equivalente ao pelotão ou à companhia das outras armas. Normalmente, duas ou mais tropas formam um esquadrão. 
Em alguns países anglo-saxónicos - onde a tropa (troop) existe como unidade de cavalaria - um soldado dessa arma ou de outras forças militares, paramilitares ou policiais associadas historicamente à cavalaria é designado "trooper".
Hoje em dia, o termo "tropa" ou o seu plural ("tropas") são utilizados, em sentido lato, como referência genérica a um conjunto de forças militares.

## Tropas por forças armadas

### Estados Unidos da América
Na cavalaria do Exército dos EUA, a tropa (troop) é a unidade equivalente à companhia. As antigas companhias de cavalaria foram rebatizadas "tropas" em 1883. Hoje em dia, a tropa faz parte da organização das unidades historicamente associadas à cavalaria, incluindo algumas unidades blindadas e de aviação. Cada tropa é normalmente comandada por um capitão e divide-se em três ou quatro pelotões. Duas ou mais tropas formam um esquadrão, equivalente a batalhão.

### Portugal
No Exército Português do século XVII, "tropa" era a designação genérica das unidades de cavalaria, referindo-se mais frequentemente às suas companhias. Na época da Guerra da Restauração, existiam tropas de cavalos arcabuzeiros, de cavalos couraças e de dragões. Cada tropa ou companhia era comandada por um capitão de cavalos, coadjuvado por um tenente e por um alferes, incluindo duas ou mais esquadras de 20 a 25 soldados comandadas por cabos. Várias tropas poderiam ser agrupadas num troço comandado por um comissário-geral de cavalaria. Algumas tropas de cavalaria estrangeira ao serviço de Portugal formavam regimentos.
Em termos táticos, cada tropa de cavalaria organizava-se em combate como um batalhão, uma formação tática com cerca de 20 cavaleiros de frente e três ou quatro de profundidade.

### Reino Unido eCommonwealth
No Exército Britânico e em outros exércitos da Commonwealth, a unidade de cavalaria equivalente ao pelotão é tradicionalmente designada "tropa". 
Hoje em dia, a tropa faz parte da organização da Household Cavalry, do Real Corpo Blindado, dos Engenheiros Reais, do Real Corpo de Sinais, do Corpo Logístico Real, do Serviço Aéreo Especial e da Honourable Artillery Company. Cada tropa está normalmente dividida em secções ou patrulhas. Várias tropas agrupam-se num esquadrão, equivalente a uma companhia.
Na Artilharia Real a Cavalo, a tropa era, no passado, a unidade equivalente à bataria dos restantes ramos da artilharia, existindo ainda hoje a Tropa do Rei (King's Troop), uma unidade cerimonial a cavalo.
A tropa também existe nos Royal Marines, sendo equivalente ao pelotão.

## Tropas em organizações civis
As polícias estaduais e rodoviárias de alguns estados dos EUA estão historicamente associadas à cavalaria, organizando-se frequentemente em divisões regionais designadas "tropas". Por esta razão, os seus agentes são designados "troopers".
A tropa faz parte da organização dos escoteiros de diversos países. Normalmente, a tropa escoteira é uma unidade composta por escoteiros e guias da mesma localidade liderados por um chefe. No Brasil, cada tropa escoteira divide-se em patrulhas.